# Christina Loukas
Christina Loukas (* 19. Dezember 1985 in Chicago) ist eine US-amerikanische Wasserspringerin. Sie startet für die Woodlands Diving Academy im Kunstspringen vom 1-m- und 3-m-Brett und im 3-m-Synchronspringen. Trainiert wird sie von Ken Armstrong.
Loukas nahm im Jahr 2005 in Montreal erstmals an der Weltmeisterschaft teil. Sie erreichte vom 1-m-Brett Rang sechs und im 3-m-Synchronspringen mit Nancilea Foster Rang zwölf. 2007 konnte sie kein Finale erreichen. Sie qualifizierte sich jedoch für die Olympischen Spiele 2008 in Peking und belegte dort vom 3-m-Brett Rang neun. Bei der Weltmeisterschaft 2009 in Rom erreichte sie zweimal Rang acht vom 1-m- und 3-m-Brett, 2011 in Shanghai wurde sie Vierte vom 3-m-Brett und mit Kassidy Cook Siebte im 3-m-Synchronspringen. Seit 2006 gewann Loukas zudem zahlreiche nationale Meistertitel.
Loukas studiert an der Indiana University. Mit dem Sportteam der Universität, den Indiana Hoosiers, konnte sie zahlreiche Collegewettbewerbe gewinnen.